# Distrito de Ponta Delgada

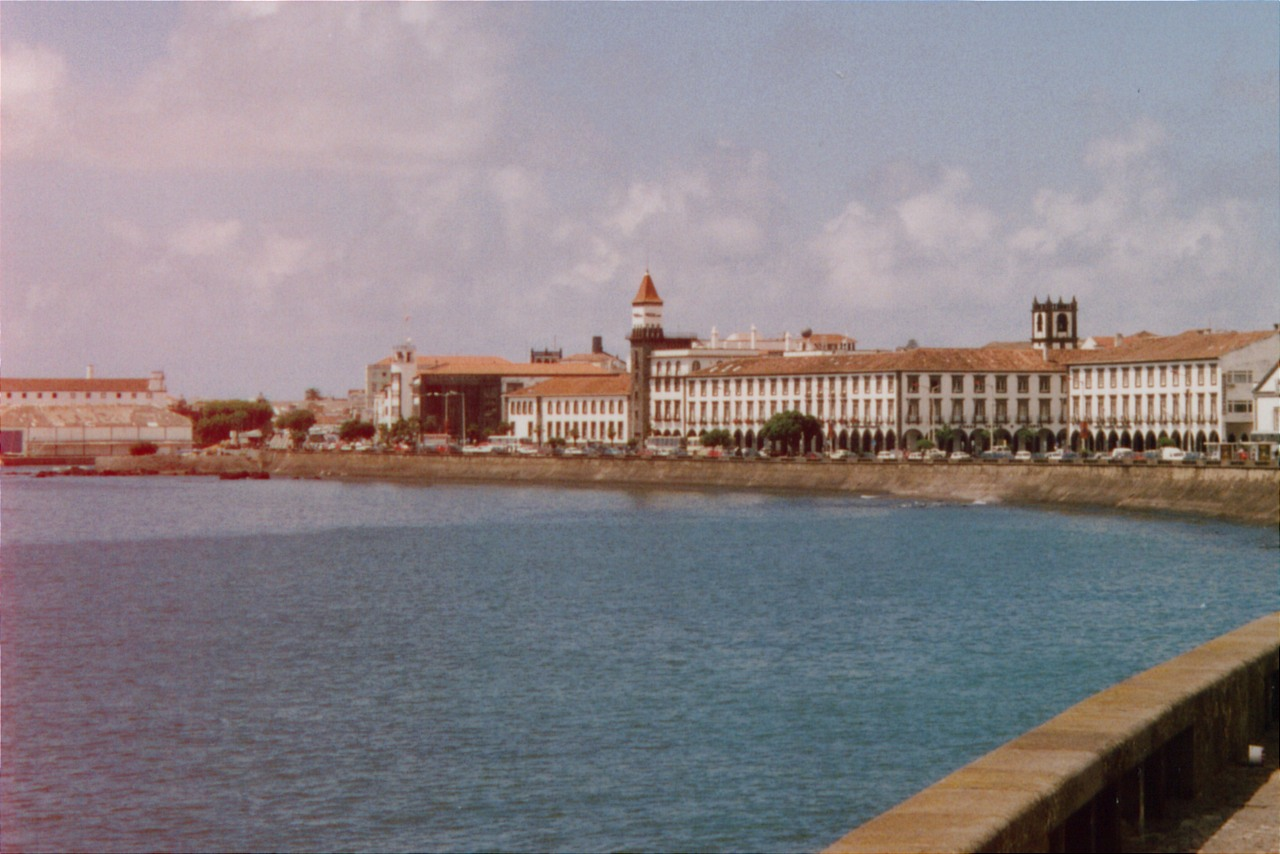
Vista Panorámica del Distrito.

El Distrito de Ponta Delgada, desde 18 de noviembre de 1895 se denomina oficialmente como Distrito Autónomo de Ponta Delgada, fue una unidad administrativa de las entonces denominadas Islas Adyacentes Ilhas Adjacentes), abarcando parte del territorio del archipiélago de las Azores. Fue creado en 1835, con sede en la ciudad de Ponta Delgada, e incluía las islas de San Miguel y de Santa María.
El Distrito Autónomo de Ponta Delgada, tomó sus congéneres del Angra do Heroísmo y de Horta, se extinguió el 22 de agosto de 1975 con la creación de la Junta Regional de las Azores, órgano de gobierno provisional que asume las respectivas competencias, activos y pasivos, en la secuencia del proceso de instauración de la autonomía constitucional de las Azores.
Con la autonomía constitucional de las Azores los distritos fueron definitivamente extintos. La Constitución de la República de Portugal de 1976 dispone que las Azores son una región autónoma dotada de estatuto político-administrativo propio, el cual no prevé la existencia de distritos.
- Datos: Q4348932